# Marina Maximilian Blumin

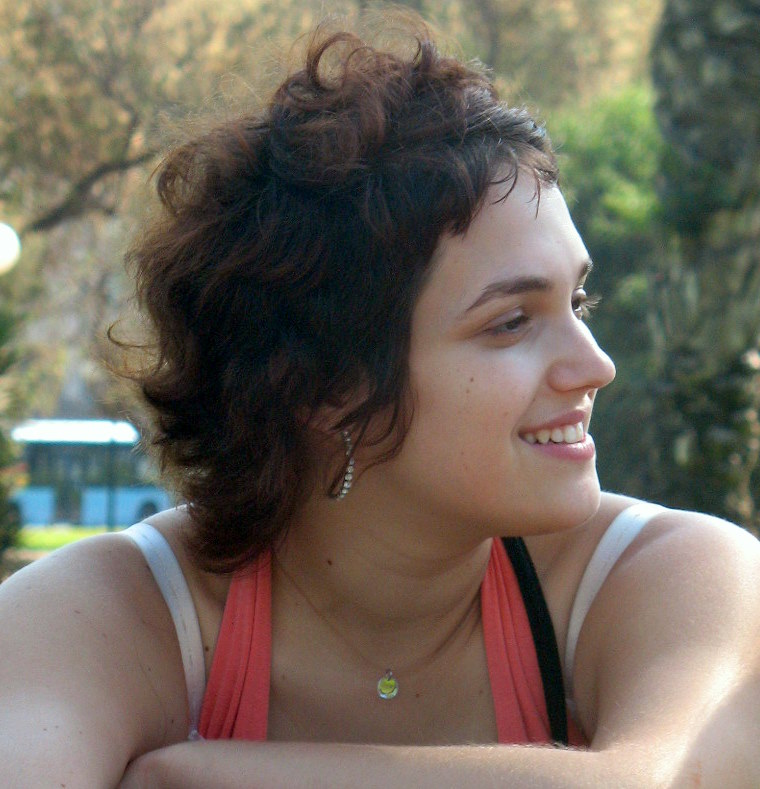
Marina Maximilian Blumin

Marina Maximilian Blumin (hebräisch מארינה מקסימיליאן בלומין; geboren am 15. Dezember 1987 in Dnipropetrovsk, Sowjetunion (heute Ukraine)), bekannt als Marina Maximilian, ist eine israelische Sängerin, Songwriterin und Schauspielerin. Sie nahm an der 5. Staffel von Kokhav Nolad teil.

## Kindheit und Jugend
Im Alter von drei Jahren wanderte Blumin mit ihren Eltern nach Israel aus. Die Familie lebte dort in Ramat Gan mit Freunden, bevor sie sich in Bnei Brak im Quartier Pardes Katz niederließ. Von Kindesbeinen an lernte sie Klavier spielen von ihrer Mutter, Ella, einer klassischen Pianistin und sang im Chor. Später ging Marina auf ein Konservatorium, wo ihre Mutter lehrte.
Marina machte den Abschluss an der Ironi Alef High School in Tel Aviv. Mit 15 begann sie in Jazz-Clubs aufzutreten, nachdem der Pianist Rick Birman sie unter seine Fittiche nahm. Sie trat beim Red Sea Jazz Festival in Eilat auf. Sie sang bei Common Band, einer Ethnic-Fusion-Rock-Jazz Band bei Festivals und in Clubs und sang ein Solo, Beit Sefer LeMiskhak („Acting School“) auf Ohad Ben Avis Debüt-Album.

## Karriere

### Kokhav Nolad
2007 sprach Marina bei der fünften Staffel von Kokhav Nolad vor und wurde angenommen. Während der Show sang sie meistens israelische Pop- und Volkslieder, die sie mit einer Prise Jazz würzte. Sie sang Halomot („Träume“) von Ruhama Raz, Shir Ahuvat HaSapan („Lied der Geliebten des Matrosen“) von Rita, Bluz Kna'ani („Canaan Blues“) von Ehud Banai und Vidui („Bekenntnis“) von Alexander Penn (gesungen von Yehudit Ravitz). Marina konnte sich zusammen mit Bo'az Ma'uda und Shlomi Bar'el für das Finale qualifizieren und wurde dort Zweite  mit Nifradnu Kakh („So haben wir uns getrennt“) von Nurit Galron. Der Preis war ein Plattenvertrag mit Helicon, einer israelischen Plattenfirma.

### NachKokhav Nolad
Blumin diente nicht in den Israelischen Verteidigungsstreitkräften (IDF) und wurde der Wehrdienstverweigerung beschuldigt, obwohl sie aus mentalen Gründen dazu berechtigt war und stattdessen als freiwillige Gesangslehrerin im Ben Shemen Jugenddorf ihren Ersatzdienst geleistet hat. Im April 2008 gab sie ihre erste Solo-Performance beim Yamei Zemer Festival in Cholon, das von Zadok (Zedi) Zarfati geleitet wurde. Im Mai 2008 veröffentlichte sie mit Boaz Mauda ein Duett namens Mi Haya Ma'amin. Das Duett wurde ein Hit in Israel. Im Juni 2008 veröffentlichte sie ihre erste Solo-Single Sof Sof. Karmi (geborene Blumin) beschloss, ihr hebräischsprachiges Album nicht zu veröffentlichen, sondern ein englischsprachiges Album aufzunehmen. Die erste Single Two Pigs wurde im Januar 2013 veröffentlicht und eine zweite Single Tango wurde am 29. April veröffentlicht.
Am 17. September 2014 stellte sich heraus, dass Israels Radio 88FM, das für die Auswahl des Künstlers des Landes für den Eurovision Song Contest 2015 zuständig war, sich an Blumin gewandt hatte, um beim Wettbewerb 2015 in Wien für das Land zu singen. Dazu kam es jedoch nie.
Marina trat bei den Eröffnungsfeierlichkeiten der Makkabiade 2017 am 6. Juli 2017 auf.
2019 veröffentlichte Blumin die Single Boar bi Hashinuy (Veränderung und Verbrennung). Sie wechselte mit dieser Single auch ihr Management-Team.

### Schauspielkarriere
Blumin trat in zwei Cameri-Theater-Produktionen auf: Im Stück Requiem (im Alter von fünfzehn Jahren) und im Musical The Producers im Alter von achtzehn Jahren. Sie nahm auch zweimal am Acre Festival teil, wo sie in dem Stück Schmetterling (Farewell, Butterfly) sang, das 2005 den ersten Preis gewann; 2006 spielte sie später Rabak und schrieb die Musik dafür, für die sie eine lobende Erwähnung erhielt. Blumin spielt derzeit in dem täglichen TV-Drama Hasufim („Die Entblößten“) auf HOT3, wo sie eine erfolgreiche Korrespondentin spielt, die zum konkurrierenden Kanal wechselt. Sie spielt auch einen Dienstoffizier in der Mystery-Serie Timrot Ashan, ebenfalls auf HOT 3.
Seit 2019 ist sie auch in der bekannten TV-Serie „Fauda“ als Bürochefin des Shabak zu sehen.

## Diskografie

### Alben
- 2013: Step into My World
- 2016: ארמונות עשן / Armonot Ashan
- 2021: ביחד
- 2022: Late Bloomer

### Live-Alben
- 2024: מתוך מופע פסנתר לייב

### Remix-Alben
- 2022: Remixes (mit Elkana Paz & Yinon Yahel)

### Singles
- 2011: עמוק בטל
- 2013: Hurricane
- 2013: Tango
- 2014: Eye In The Sky (mit Red Band)
- 2016: 1990
- 2016: יש פה בית
- 2018: Glow Now
- 2018: לרקוד ולזוז (mit Omer Adam, Nadav Guedj & Ma Kashur)
- 2019: בוער בי השינוי
- 2020: ביחד (mit Guy Mentesh)
- 2021: שוב אני ואת (mit Schlomi Schabat)
- 2021: Late Bloomer
- 2022: עולה על שולחנות (mit Itay Galo)
- 2022: מישהו לשמור
- 2023: רגעים
- 2023: R U 4REAL (mit Gordo)